# Mike Geppert
Mike Geppert (* 16. Oktober 1964) ist seit 2006 Professor of Comparative International Management and Organisation Studies der University of Surrey. 2013 folgte er einem Ruf auf den Lehrstuhl für Strategisches und Internationales Management der Friedrich-Schiller-Universität Jena.

## Werdegang
Geppert studierte Soziologie und promovierte im Fach Organisationssoziologie an der Humboldt-Universität zu Berlin. Er hielt Vorlesungen in Organisationssoziologie an der Humboldt-Universität. Dann folgten Lehrtätigkeiten an der Swansea University, und der Queen Mary, University of London. 2006 nahm er die Lehrtätigkeit in Surrey auf, 2013 folgte er einem Ruf an die Friedrich-Schiller-Universität Jena.
Neben diesen hauptamtlichen Tätigkeiten arbeitete Geppert auch in Gastprofessuren beispielsweise der Copenhagen Business School, Wissenschaftszentrum Berlin für Sozialforschung (WBZ), Erasmus School of Economics, Cambridge Judge Business School, Universität Regensburg (Wirtschaftswissenschaften), der Lomonossow-Universität, Friedrich-Schiller-Universität Jena, Wake Forest University und der Stanford University.
Seit 2010 ist Geppert Mitglied des Boards der European Group for Organizational Studies (EGOS). 2012 wurde er in dieser Funktion wiedergewählt. Seit 2011 ist er der Kassenwart der Organisation. Daneben koordiniert er eine der Standing Working Groups (SWG 11) der EGOS.

## Forschungsinteressen
Geppert befasst sich mit internationalem Management und Organisationstheorie. Er untersucht sozio-politische Aspekte in multinationalen Unternehmen und betreibt vergleichende Management- und Organisationsstudien.

## Ehrungen
Gepperts Doktoratsstudium (1991–94) wurde durch die Hans-Böckler-Stiftung unterstützt. 2002 erhielt er den Caroly Dexter Award der Academy of Management in Denver, USA für den besten internationalen Artikel.

## Bibliografie
17 Arbeiten Gepperts werden in 41 Veröffentlichungen in zwei Sprachen von 615 Bibliotheken angeboten.
- Christoph Dörrenbächer, M. Geppert (2011) Politics and power in the multinational corporation: The role of interests, identities, and institution. Cambridge : Cambridge University Press
- M. Geppert, M. Mayer (2006) Global, national and local practices in multinational companies. Basingstoke: Palgrave MacMillan
- M. Geppert, D. Matten, K. Williams (2002) Challenges for European management in a global context. Basingstoke: Palgrave MacMillan
- M. Geppert (2000) Beyond the learning organisation. Ashgate Pub Ltd